# 塔蒂安娜·聖多明哥
塔蒂安娜·聖多明哥·雷祖斯奇（Tatiana Santo Domingo Rechulski，1983年11月24日—），是一名生于美國的哥倫比亞女繼承人及社交名媛。她是哥倫比亞第二富翁朱利奧·瑪利奧·聖多明哥（Julio Mario Santo Domingo）的孫女、摩纳哥长公主及漢諾威王妃卡洛琳之兒媳。